# Dogo Mayaki
Assoumana Oumarou Dogo Mayaki (* 1953 in Tounfalis, in Filingué in Niger) ist ein niederländisch-nigrischer Schriftsteller.

## Leben
Dogo Mayaki besuchte Grundschulen in Dogondoutchi und Filingué, danach von 1966 bis 1973 das Lycée National in Niamey. Er studierte Tourismuswissenschaft sowie Englisch und Spanisch an der Universität Lyon II, außerdem Pädagogik an der Educatieve Faculteit Amsterdam der Hogeschool van Amsterdam und der Hogeschool Inholland.
Mayaki, der sowohl die Staatsbürgerschaft der Niederlande als auch jene Nigers besitzt, arbeitete als Schulleiter des Lycée Bosso in Niamey. Er veröffentlichte satirische und gesellschaftskritische Romane und Gedichtesammlungen in französischer Sprache. Er wirkte zudem als Präsident des nigrischen Schriftstellerverbands Association des Ecrivains Nigériens.

## Werke
- Le demain des humains. Poèmes. Imprimerie Nationale du Niger, Niamey 1991.
- Poèmes. In: Ecriture. Littératures du Niger. Nr. 42. Lausanne 1993, S. 148–152.
- Civilisation sauvage. I.B.S., Niamey 1995.
- Canons fleuris. Poèmes. Indrap, Niamey 2000.
- Diplômé de la rue. Chronique. Mag-Niger, Niamey 2011.